# Meike Bahnsen
Meike Bahnsen (* 15. Juli 1973 in Aarhus) ist eine dänische Schauspielerin.

## Leben
Meike Bahnsen wuchs als Tochter von Haerke Bahnsen und Kirsten Schönduwe in Aarhus auf.
Sie absolvierte ihre Schauspielausbildung von 1993 bis 1997 an der Staatlichen Theaterhochschule in Kopenhagen. Ihr Bühnendebüt als Darstellerin hatte sie im Jahr 1998 am Aarhus Teater. Als Bühnendarstellerin wirkte sie in zahlreichen Theaterstücken und Musicals wie beispielsweise in My Fair Lady, Jesus Christ Superstar oder Kiss Me, Kate mit, so unter anderem auch am Königlichen Theater Kopenhagen, am Odense Teater, am Folketeatret oder am Aalborg-Theater. Seit Mitte der 1990er-Jahre hat sie als Schauspielerin vor der Kamera in mehreren Filmen und Fernsehserien mitgewirkt. 2005 erhielt sie den Reumert-Theaterpreis als beste Beste Hauptdarstellerin. Im Jahr 2016 wurde sie mit dem Lauritzen-Preis ausgezeichnet. Sie ist auch als Synchronsprecherin für Zeichentrickfilme aktiv, wie beispielsweise für Tarzan.
Bahnsen ist seit dem 24. Juli 1999 mit dem Schauspieler Jens Gotthelf (* 1968) verheiratet, den sie während ihrer Schauspielausbildung kennengelernt hatte. Das Paar hat keine Kinder und lebt in Kopenhagen.

## Filmografie (Auswahl)
- 1997: Skruk
- 1998: Wenn Mama nach Hause kommt
- 1999: Pizza King
- 2012: The Image of Me (Kurzfilm)
- 2016: Lillemand (Fernsehserie, 1 Folge)
- 2016: Vindmollernes sus
- 2022: Klimakrigeren